# فرودگاه سینت روز دو لاک
فرودگاه سینت روز دو لاک (به انگلیسی: Ste. Rose du Lac Airport) یک فرودگاه همگانی است . این فرودگاه در کشور کانادا قرار دارد و در ارتفاع ۲۷۴ متری از سطح دریا واقع شده است.